# Данзырын, Аяс Владимирович
Аяс Владимирович Данзырын (31 января 1976 — 22 октября 2005) — певец, хоомейжи, заслуженный артист Республики Тыва (2004).

## Биография
Родился 31 января 1976 года в селе Самагалтай Тес-Хемского района Тувинской АССР. Учился в Кызыл-Чыраанской (ныне Ак-Эрик) средней школе. Его талант проявился в школьные годы. С 3 класса начал участвовать в художественной самодеятельности школы. С 6 класса входил в состав школьной фольклорной группы «Хогжумчу». Он любил исполнять народные песни «Теве-Хая», «Самагалтай», «Хандагайты», «Алды баштыг Кара-Дагны» и другие. Активный участник кожуунных, республиканских, международных симпозиумов («Хоомей, сыгыт, каргыраа — искусство наших предков», «Хоомей — культурный феномен народов Центральной Азии» и т. д.). Окончив школу, вошел в состав ансамбля «Тыва», «Эртинелиг Тыва». Он не только владел видами горлового пения, как хоомей, сыгыт, каргыраа, но и виртуозно играл на допшулууре и игиле. С конца 1990-х А. В. Данзырын был популярным певцом, слова и мелодии писал сам, исполнял их тоже сам. Именно он начал органично вставлять хоомей, сыгыт во время исполнения популярных песен. В 2002 году, после окончания отделения национальных инструментов Кызылского училища искусств, поступил на факультет тувинского языка и литературы Тувинского государственного университета. В 2005 году погиб в автокатастрофе.

## Награды и звания[2]
- победитель конкурса исполнителей хоомея «Хоомей, сыгыт, каргыраа — искусство наших предков» (1988)
- лауреат Международного этномузыкологического симпозиума «Хоомей — культурный феномен народов Центральной Азии»(1992)
- лауреат III Международного этномузыкологического симпозиума «Хоомей — культурный феномен народов Центральной Азии»(1998)
- Номинант зрительских симпатий VI республиканского конкурса исполнителей эстрадной песни «Хову-Аксы» (1999)
- обладатель гран-при республиканского конкурса горлового пения в честь мастера-виртуоза на хомусе, Народного хоомейжи Геннадия Чаша (1999)
- лауреат Международного конкурса эстрадной песни «Мелодии Саянских гор» (2000)
- дипломант I Международного фестиваля эстрадой песни «Белый месяц» (Улан-Удэ, 2000)
- обладатель гран-при Международного конкурса исполнителей хоомея в честь Народного хоомейжи Геннадия Тумата (2000)
- лауреат республиканского конкурса горлового пения в честь Народного хоомейжи Федора Тау (2001)
- обладатель гран-при Х Международного фестиваля музыкального творчества тюркской молодежи «Урал — Моно» (Башкортостан, 2001)
- победитель конкурса песен «Песни года» (2002)
- дипломант Международного конкурса-фестиваля эстрадной песни «Ысык кол» (Кыргызстан, 2003)
- дипломант республиканского конкурса исполнителей хоомея, посвященного 75-летию Народного хөөмейжи РТ, мастера по изготовлению тувинских традиционных музыкальных инструментов Маржымала Ондара (2003)
- дипломант IV Международного этномузыкологического симпозиума «Хоомей — культурный феномен народов Центральной Азии» (2003)
- обладатель гран-при межрегионального фестиваля искусства горлового пения «Алтын-Тайга» (Алтайская республика, 2003)
- лауреат фестиваля среди студентов и молодежи «Университет встречает гостей», посвящённого 10-летнему юбилею Хакасского государственного университета им. Н. Ф. Катанова (2004)
- почетная грамота администрации города Кызыла (1997)
- заслуженный артист Республики Тыва (2004)